# Narratio prima

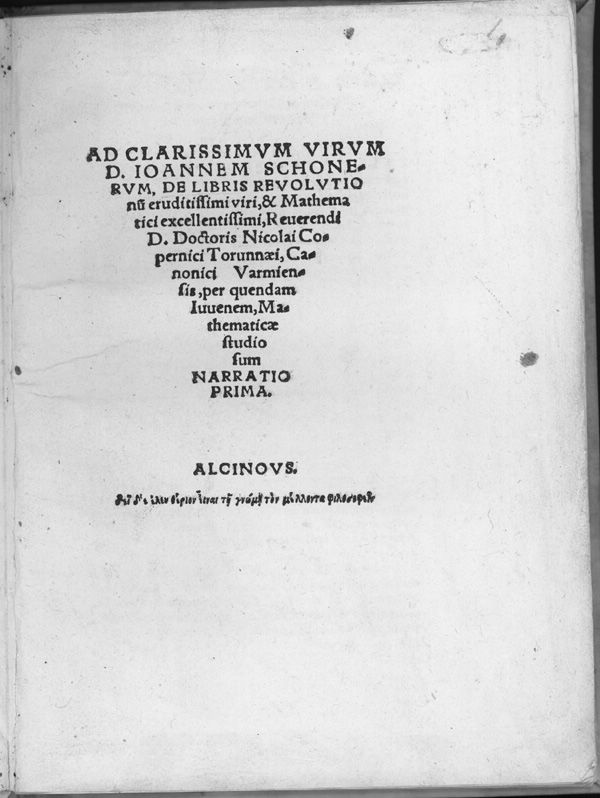
Narratio Prima

Narratio Prima (tiếng Việt: Tính toán đầu tiên), tiêu đề chính thức là De libris revolutionum Copernici narratio prima là một bản tóm tắt lại thuyết nhật tâm của Nicolaus Copernicus được viết bởi Georg Joachim Rheticus vào năm 1540. Đây là một phân giới thiệu cho tác phẩm lớn của Copernicus, De revolutionibus orbium coelestium, được xuất bản vào năm 1543 nhờ có sự thúc đẩy của Rheticus. Narratio Prima đã trở thành tác phẩm đầu tiên được xuất bản nói về lý thuyết của Copernicus.

## Lịch sử
Copernicus, khi đã hơn 60 tuổi, đã không xuất bản bất kỳ một tác phẩm thiên văn học nào. Tác phẩm duy nhất của ông được xuất bản lại là bản dịch của bài thơ của Theophylact Simocatta, được xuất bản vào năm 1509 bởi Johann Haller. Vào thời điểm này, ông cũng nói về ý tưởng của mình cho những người bạn, với các bản thảo được gọi là Commentariolus. Trong thập niên 1530, ông được thúc đẩy để xuất bản, mặc dù vẫn ngập ngừng vào năm 1539, khi Rheticus đi đến Frauenburg để trở thành người học trò đầu tiên và duy nhất của Copernicus. Philipp Melanchthon đã sắp xếp Rheticus để ông có thể gặp một số nhà thiên văn và nghiên cứu với họ.
Vào tháng 9 năm 1539, Rheticus đã đến Danzig (Gdańsk) để đến thăm người thầy của mình, người đã gửi cho ông vài hỗ trợ tài chính để xuất bản Narratio prima. Tác phẩm này, được xuất bản bởi Franz Rhode vào năm 1540, vẫn được xét như là sự giới thiệu tốt nhất cho tác phẩm lớn nhất của Copernicus De revolutionibus orbium coelestium. Như là một tiêu đề đầy đủ, Narratio được xuất bản như là một bức thư mở cho Johannes Schöner ở Nürnberg. Nó được ghép cả bộ với tác phẩm Encomium Prussiae ca ngợi tinh thần của chủ nghĩa nhân văn tại Phổ.
Trong hai năm ông sống tại Phổ, Rheticus đã xuất bản các tác phẩm của mình, tự thân và cả hợp tác với Copernicus. Vào năm 1542, một tiểu luận về lượng giác là một giới thiệu cho cuốn sách thứ hai của De revolutionibus. Dưới áp lực lớn của Rheticus, và cảm nhận được sự thích thú tổng thể lần đầu tiên của Narratio prima, Copernicus cuối cùng cũng chấp nhận gửi cuốn sách cho người bạn thân của mình, Tổng giám mục Tiedemann Giese, để nó có thể được chuyển đến Nürnberg để được in bởi Johannes Petreius dưới sự giám sát của Rheticus.
Những chỉnh sửa sau đó của Narratio prima đã được in tại Basel, vào năm 1541 bởi Robert Winter, vào năm 1566 bởi Henricus Petrus trong mối liên hệ với phiên bản thứ hai của De revolutionibus.